# Кастиняно
Кастиня̀но (на италиански: Castignano, на местен диалект Castëgnà, Кастъня) е малко градче и община в Централна Италия, провинция Асколи Пичено, регион Марке. Разположено е на 473 m надморска височина. Населението на общината е 2964 души (към 2011 г.).